# Горња Козица (Сански Мост)
Горња Козица је насељено мјесто у општини Сански Мост, Босна и Херцеговина.

## Становништво
|         | 2013.      | 1991.        | 1981.        | 1971.        |
| Укупно  | 5 (100,0%) | 145 (100,0%) | 316 (100,0%) | 584 (100,0%) |
| Срби    | 5 (100,0%) | 145 (100,0%) | 315 (99,68%) | 581 (99,49%) |
| Бошњаци | –          | –            | 1 (0,316%)1  | –            |
| Остали  | –          | –            | –            | 3 (0,514%)   |

1. 1 На пописима од 1971. до 1991. Бошњаци су пописивани углавном као Муслимани.